# Hôpital-Camfrout
Hôpital-Camfrout är en kommun i departementet Finistère i regionen Bretagne i västra Frankrike. Kommunen ligger i kantonen Daoulas som tillhör arrondissementet Brest. År 2022 hade Hôpital-Camfrout 2 220 invånare.

## Befolkningsutveckling
Antalet invånare i kommunen Hôpital-Camfrout
Referens:INSEE